# Love Deluxe
Love Deluxe는 영국 소울 밴드 샤데이의 네번째 정규 앨범이다. Love Deluxe는 1992년 11월 12일 영국에서 발매되었고 미국에서는 앞선 10월 20일 발매되었다. Love Deluxe는 빌보드 200 차트에 무려 103주 동안 머무르며 큰 성공을 거두었다. 앨범에는 샤데이의 대표곡이라고 할 수 있는 싱글 No Ordinary Love등 샤데이 만의 사운드를 들려주는 주옥같이 아름다운 곡들이 수록되어 있다.

## 트랙 리스트
1. "No Ordinary Love" (샤데이 아두, 스튜어트 메튜맨) – 7:20
2. "Feel No Pain" (아두, 앤드루 헤일, 메튜맨) – 5:08
3. "I Couldn't Love You More" (아두, 헤일, 메튜맨, 폴 S. 덴만) – 3:49
4. "Like a Tattoo" (아두, 헤일, 메튜맨) – 3:38
5. "Kiss of Life" (아두, 헤일, 메튜맨, 덴만) – 5:50
6. "Cherish the Day" (아두, 헤일, 메튜맨) – 5:34
7. "Pearls" (아두, 헤일) – 4:34
8. "Bullet Proof Soul" (아두, 헤일, 메튜맨) – 5:26
9. "Mermaid" (헤일, 메튜맨, 덴만) – 4:23

## 참여 스텝

### 뮤지션
샤데이
- 샤데이 아두 – 보컬
- 앤드루 헤일 – 건반
- 스튜어트 메튜맨 – 기타, 섹소폰
- 폴 S. 덴만 – 베이스

기타 세션
- 마틴 디쳄– 드럼, 퍼커션
- 르로이 오스본 – 백 보컬
- 앤토니 플리트 – 첼로
- 가빈 라이트 – 오케스트라 리더

### 프로덕션
- 샤데이 아두 – 레코딩 프로듀서, 편곡
- 마이크 펠라 – 프로듀서, 오디오 엔지니어
- 크리스 로드 알지 – 엔지니어, 믹싱
- 샌드로 프랜신 – 보조 엔지니어
- 아드리안 무어 – 보조 엔지니어
- 마크 윌리암스 – 보조 엔지니어
- 스티븐 말쿠센 – 마스터링
- 톰 코인 – remastering
- 닉 잉그만 – string 편곡
- 알버트 왓슨 (사진가) – photography

## 차트
| 차트 (1992/1993)             | 최고 순위 |
| ---------------------------- | --------- |
| 오스트레일리아 앨범 차트     | 13        |
| 오스트리아 앨범 차트         | 11        |
| 네덜란드 앨범 차트           | 47        |
| 독일 앨범 차트               | 14        |
| 헝가리 앨범 차트             | 38        |
| 스웨덴 앨범 차트             | 7         |
| 스위스 앨범 차트             | 6         |
| 영국 앨범 차트               | 10        |
| 미국 빌보드 200              | 3         |
| 미국 빌보드 R&B/Hip-Hop 앨범 | 2         |

| 국가     | 판매량      |
| -------- | ----------- |
| 캐나다   | Platinum    |
| 프랑스   | Platinum    |
| 독일     | Gold        |
| 네덜란드 | Gold        |
| 스웨덴   | Gold        |
| 스위스   | Gold        |
| 영국     | Gold        |
| 미국     | 4× platinum |